# سيرغي ميلينكوفيتش-سافيتش
سيرجي ميلينكوفيتش سافيتش (بالصربية: Sergej Milinković-Savić؛ مواليد 27 فبراير 1995) هو لاعب كرة قدم محترف صربي يلعب في مركز خط وسط مع نادي الهلال في الدوري السعودي للمحترفين ومنتخب صربيا لكرة القدم. وهو الشقيق الأكبر لحارس المرمى فانيا ميلينكوفيتش-سافيتش.

## بداية حياته
ولد سافيتش لعائلة رياضية في لاردة كاتالونيا في إسبانيا، حيث لعب والده نيكولا ميلينكوفيتش كرة القدم بشكل احترافي في ذلك الوقت. كانت والدته، ميلانا سافيتش لاعبة كرة سلة محترفة. بدأ التدريب لأول مرة مع سبورتينغ لشبونة، بينما كان والده يلعب في البرتغال. ثم أمضى بضع سنوات في غراتزر أي كاي في النمسا قبل أن ينتقل إلى موطنه الأم صربيا حيث انطلق كلاعب كرة قدم.

## مسيرته الكروية

### فويفودينا
قدم سافيتش من خلال أكاديمية فويفودينا للشباب. كان أحد لاعبي خط الوسط الذين خرجوا من فريق الشباب الذي فاز بلقبين متتاليين للبطولة الوطنية للشباب، إلى جانب ميات جاتشينوفيتش ونيبويشا كوسوفيتش. ونتيجة لذلك، وقع سافيتش أول عقد احترافي له مع النادي في 26 ديسمبر 2012، حيث وقع عقدًا لمدة ثلاث سنوات.
ظهر ميلينكوفيتش-سافيتش لأول مرة في خسارة 3–0 خارج أرضه أمام جاجودينا في 23 نوفمبر 2013. سجل هدفه الأول في التعادل 1–1 خارج أرضه مع سبارتاك سوبوتيتسا في 9 مارس 2014. في المجموع، قدم سافيتش 13 مباراة في الدوري وسجل ثلاثة أهداف في موسم 2013–14. كما ساعد فويفودينا في الفوز بكأس صربيا 2013–14 في الذكرى المئوية للنادي.

### الهلال
في 12 يوليو 2023، أعلن النادي السعودي الهلال عن توقيع ميلينكوفيتش-سافيتش في صفقة مدتها ثلاث سنوات، مقابل رسوم تبلغ 40 مليون يورو.

## مسيرته الدولية

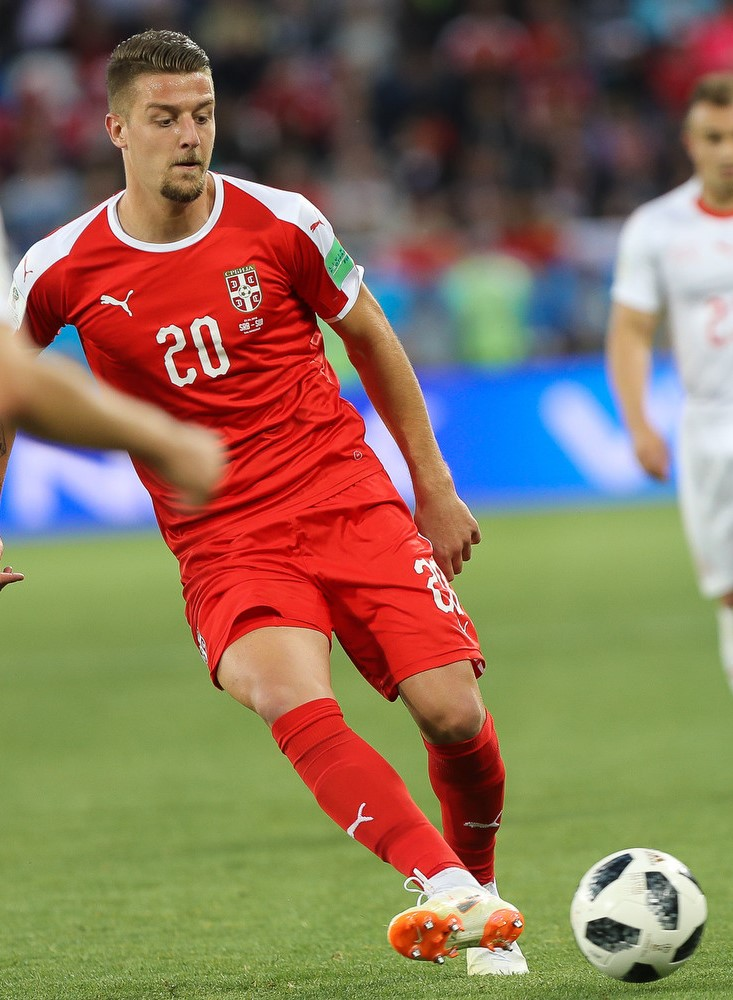
سافيتش مع المنتخب الصربي في كأس العالم 2018

### شباب
مثل سافيتش صربيا في مستويات تحت من 19 عامًا وتحت من 20 عامًا وتحت 21 عامًا. لعب لصربيا في بطولة أوروبا تحت 19 سنة 2013، وفاز بالميدالية الذهبية. لعب 90 دقيقة كاملة في أربع من أصل خمس مباريات، بما في ذلك المباراة النهائية للمسابقة ضد فرنسا والتي فازت بها صربيا 1–0. بعد ذلك ظهر سافيتش في بطولة أوروبا تحت 19 سنة 2014، حيث تم إقصاء الفريق في الدور نصف النهائي من قبل البرتغال بعد ركلات الترجيح. وغاب عن ركلة الجزاء الأخيرة لصربيا في ركلات الترجيح.
في الصيف التالي ، كان سافيتش أحد أكثر لاعبي صربيا تأثيراً في كأس العالم تحت 20 سنة 2015، حيث فاز الفريق بالبطولة. وظهر في ست مباريات من أصل سبع وسجل هدفًا واحدًا ضد مالي في دور المجموعات. بسبب أدائه خلال البطولة، حصل سافيتش على الكرة البرونزية.
في صيف عام 2017، منع لاتسيو ميلينكوفيتش سافيتش من اللعب في بطولة أمم أوروبا تحت 21 سنة 2017.

### المنتخب الأول
في أكتوبر 2015، تلقى سافيتش أول استدعاء له في التشكيلة الكاملة من قبل المدرب رادوفان تشورتشيتش لمباريات صربيا المؤهلة لبطولة أمم أوروبا 2016 ضد ألبانيا والبرتغال. حيث ظل بديلاً في كلتا المباراتين. في مايو 2016، تم اختيار سافيتش من قبل المدرب المعين حديثًا سلافوليوب موسلين لمباريات ودية ضد قبرص وإسرائيل وروسيا. ومع ذلك، بعد عدم تلقي أي وقت للعب في أول مباراتين، ترك ميلينكوفيتش سافيتش الفريق بالاتفاق مع موسلين الذي قال إن بعض اللاعبين الآخرين يتناسبون بشكل أفضل مع تشكيلاته التكتيكية.
في 30 أكتوبر 2017، أُعلن أن المدرب المؤقت لصربيا ملادين كرستاجيتش ضم سافيتش في المنتخب للمباريات الودية ضد الصين وكوريا الجنوبية.
في يونيو 2018 تم اختياره في المنتخب الصربي لكأس العالم 2018، لعب جميع مباريات دور المجموعات الثلاث.
سجل سافيتش أول هدفين دوليين له في 8 أكتوبر 2020، وحسم فوزه 2–1 على النرويج في الدور نصف النهائي من تصفيات بطولة أوروبا 2020.
في نوفمبر 2022 تم اختياره في تشكيلة صربيا لكأس العالم 2022 في قطر. لعب في جميع مباريات دور المجموعات الثلاث، ضد البرازيل والكاميرون وسويسرا. سجل هدفًا في مباراة دور المجموعات ضد الكاميرون، بتمريرة حاسمة من أندريجا تشيفكوفيتش. حيث احتلت صربيا المركز الرابع في المجموعة.

## الاحصائيات

### النادي
آخر تحديث المباراة التي لُعِبت 1 مارس 2024.
| النادي    | الموسم   | الدوري                    | الدوري | الدوري  | الكأس الوطني | الكأس الوطني | القارية | القارية | أخرى   | أخرى    | المجموع | المجموع |
| النادي    | الموسم   | الدرجة                    | الظهور | الأهداف | الظهور       | الأهداف      | الظهور  | الأهداف | الظهور | الأهداف | الظهور  | الأهداف |
| --------- | -------- | ------------------------- | ------ | ------- | ------------ | ------------ | ------- | ------- | ------ | ------- | ------- | ------- |
| فويفودينا | 2013–14 ‏ | الدوري الصربي لكرة القدم  | 13     | 3       | 3            | 1            | 0       | 0       | —      | —       | 16      | 4       |
| جينك      | 2014–15  | الدوري البلجيكي للمحترفين | 24     | 5       | 0            | 0            | —       | —       | —      | —       | 24      | 5       |
| لاتسيو    | 2015–16 ‏ | الدوري الإيطالي           | 25     | 1       | 2            | 0            | 8       | 2       | 0      | 0       | 35      | 3       |
| لاتسيو    | 2016–17 ‏ | الدوري الإيطالي           | 34     | 4       | 5            | 3            | —       | —       | —      | —       | 39      | 7       |
| لاتسيو    | 2017–18 ‏ | الدوري الإيطالي           | 35     | 12      | 4            | 0            | 8       | 2       | 1      | 0       | 48      | 14      |
| لاتسيو    | 2018–19 ‏ | الدوري الإيطالي           | 31     | 5       | 5            | 2            | 5       | 0       | 0      | 0       | 41      | 7       |
| لاتسيو    | 2019–20 ‏ | الدوري الإيطالي           | 37     | 7       | 1            | 0            | 4       | 1       | 1      | 0       | 43      | 8       |
| لاتسيو    | 2020–21 ‏ | الدوري الإيطالي           | 32     | 8       | 2            | 0            | 7       | 0       | —      | —       | 41      | 8       |
| لاتسيو    | 2021–22 ‏ | الدوري الإيطالي           | 37     | 11      | 2            | 0            | 8       | 0       | —      | —       | 47      | 11      |
| لاتسيو    | 2022–23  | الدوري الإيطالي           | 36     | 9       | 2            | 0            | 9       | 2       | —      | —       | 47      | 11      |
| لاتسيو    | المجموع  | المجموع                   | 267    | 57      | 23           | 5            | 49      | 7       | 2      | 0       | 341     | 69      |
| الهلال    | 2023–24  | الدوري السعودي للمحترفين  | 19     | 9       | 3            | 0            | 4       | 1       | 5      | 2       | 31      | 12      |
| الإجمالي  | الإجمالي |                           | 323    | 74      | 29           | 6            | 53      | 8       | 7      | 2       | 412     | 90      |

1. ↑  يتضمن كأس صربيا، كأس إيطاليا
2. 1 2  الظهور في كأس السوبر الإيطالي
3. ↑  الظهور في كأس العرب للأندية الأبطال

### المنتخب
آخر تحديث المباراة التي لُعِبت في 10 سبتمبر 2023. 
| المنتخب الوطني | السنة   | الظهور | الأهداف |
| -------------- | ------- | ------ | ------- |
| صربيا          | 2017    | 2      | 0       |
| صربيا          | 2018    | 8      | 0       |
| صربيا          | 2019    | 5      | 0       |
| صربيا          | 2020    | 5      | 3       |
| صربيا          | 2021    | 8      | 2       |
| صربيا          | 2022    | 11     | 2       |
| صربيا          | 2023    | 6      | 0       |
| المجموع        | المجموع | 45     | 7       |

آخر تحديث المباراة التي لُعِبت في 20 يونيو 2023.
الأهداف والنتائج تسرد عدد أهداف صربيا أولاً، ويشير عمود الأهداف إلى النتيجة بعد كل هدف من أهداف ميلينكوفيتش-سافيتش. l.
| رقم | التاريخ        | الملعب                            | المشاركة | ضد              | الهدف | النتيجة | المنافسة                       |
| --- | -------------- | --------------------------------- | -------- | --------------- | ----- | ------- | ------------------------------ |
| 1   | 8 أكتوبر 2020  | ملعب أوليفول، أوسلو، النرويج      | 17       | النرويج         | 1–0   | 2–1     | UEFA Euro 2020 qualifying ‏     |
| 2   | 8 أكتوبر 2020  | ملعب أوليفول، أوسلو، النرويج      | 17       | النرويج         | 2–1   | 2–1     | UEFA Euro 2020 qualifying ‏     |
| 3   | 14 أكتوبر 2020 | ملعب نيف، إسطنبول، تركيا          | 18       | تركيا           | 1–0   | 2–2     | دوري الأمم الأوروبية 2020–21 ب |
| 4   | 7 أكتوبر 2021  | ملعب أفيفا، دبلن، جمهورية أيرلندا | 24       | جمهورية أيرلندا | 1–0   | 1–1     | تصفيات كأس العالم 2022         |
| 5   | 11 نوفمبر 2021 | ملعب النجم الأحمر، بلغراد، صربيا  | 27       | قطر             | 4–0   | 4–0     | ودية                           |
| 6   | 5 يونيو 2022   | ملعب النجم الأحمر، بلغراد، صربيا  | 32       | سلوفينيا        | 2–1   | 4–1     | 2022–23 UEFA Nations League B  |
| 7   | 28 نوفمبر 2022 | استاد الجنوب، الوكرة، قطر         | 38       | الكاميرون       | 2–1   | 3–3     | كأس العالم 2022                |

## الألقاب
فويفودينا 
- كأس صربيا: 2013–14

لاتسيو 
- كأس إيطاليا: 2018–19
- كأس السوبر الإيطالي: 2017، 2019

صربيا تحت 19 سنة
- بطولة أوروبا تحت 19 سنة: 2013

صربيا تحت 20 
- كأس العالم تحت 20 سنة: 2015

فردي
- الكرة البرونزية في كأس العالم تحت 20 سنة: 2015
- فريق الدوري الإيطالي لهذا العام: 2017–18، [31] 2021–22[32]
- أفضل لاعب وسط في الدوري الإيطالي: 2018-19[33]
- لاعب الشهر في دوري الدرجة الأولى: ديسمبر 2019،[34] يناير 2021[35]
- لاعب لاتسيو لهذا الموسم: 2020–21،[36] 2021–22[37]

## وصلات خارجية
- سيرغي ميلينكوفيتش-سافيتش على موقع الاتحاد الدولي (مؤرشف)  (الإنجليزية)
- سيرغي ميلينكوفيتش-سافيتش على موقع الاتحاد الدولي (مؤرشف)  (الإنجليزية)
- سيرغي ميلينكوفيتش-سافيتش على موقع الاتحاد الأوربي (الإنجليزية)
- سيرغي ميلينكوفيتش-سافيتش على موقع قاعدة بيانات كرة القدم.إي يو (الإنجليزية)
- سيرغي ميلينكوفيتش-سافيتش على موقع ليكيب (الفرنسية)
- سيرغي ميلينكوفيتش-سافيتش على موقع ناشيونال فوتبول تيمز (الإنجليزية)
- سيرغي ميلينكوفيتش-سافيتش على موقع Soccerway.com (الإنجليزية)
- سيرغي ميلينكوفيتش-سافيتش على موقع عالم كرة القدم.نت (الإنجليزية)
- سيرغي ميلينكوفيتش-سافيتش على موقع AS.com (الإسبانية)